# Michael Franz (Badminton)
Michael Franz (* um 1957) ist ein deutscher Badmintonspieler.

## Karriere
Michael Franz gewann schon als Junior 1973 seinen ersten nationalen Mannschaftstitel in der DDR mit dem Team von Einheit Greifswald. Weitere fünf Teamtitel folgten bis 1981. Bei den Einzelmeisterschaften erkämpfte er sich vier Silber- und fünf Bronzemedaillen.

## Sportliche Erfolge
| Saison    | Veranstaltung                    | Disziplin    | Platz | Name |
| --------- | -------------------------------- | ------------ | ----- | --- |
| 1970/1971 | DDR-Einzelmeisterschaft AK 12/13 | Mixed        | 2     | Michael Franz / Renate Thurow (Einheit Greifswald) |
| 1972/1973 | DDR-Einzelmeisterschaft AK 16/17 | Herrendoppel | 2     | Michael Franz / Jürgen Müller (Einheit Greifswald / HSG DHfK Leipzig) |
| 1972/1973 | DDR-Mannschaftsmeisterschaft     | Mannschaft   | 1     | Einheit Greifswald (Erfried Michalowsky, Edgar Michalowski, Klaus Müller, Ralf Peters, Michael Franz, Hubert Wagner, Christine Zierath, Renate Thurow, Angela Michalowski)                               |
| 1973/1974 | DDR-Einzelmeisterschaft AK 16/17 | Mixed        | 2     | Michael Franz / Renate Thurow (Einheit Greifswald) |
| 1974/1975 | Silberner Federball              | Herrendoppel | 2     | Erfried Michalowsky / Michael Franz (Einheit Greifswald) |
| 1974/1975 | DDR-Einzelmeisterschaft AK 16/17 | Herrendoppel | 2     | Michael Franz / Norbert Michalowsky (Einheit Greifswald) |
| 1974/1975 | DDR-Einzelmeisterschaft AK 16/17 | Herreneinzel | 1     | Michael Franz (Einheit Greifswald) |
| 1974/1975 | DDR-Einzelmeisterschaft AK 16/17 | Mixed        | 1     | Michael Franz / Renate Thurow (Einheit Greifswald) |
| 1974/1975 | DDR-Mannschaftsmeisterschaft     | Mannschaft   | 1     | Einheit Greifswald (Edgar Michalowski, Erfried Michalowsky, Norbert Michalowsky, Hubert Wagner, Klaus Müller, Michael Franz, Christine Zierath, Renate Thurow, Ilona Michalowsky)                        |
| 1976/1977 | DDR-Mannschaftsmeisterschaft     | Mannschaft   | 1     | Einheit Greifswald (Edgar Michalowski, Erfried Michalowsky, Michael Franz, Norbert Michalowsky, Klaus Müller, Renate Thurow, Angela Michalowski, Christine Zierath)                                      |
| 1976/1977 | DDR-Einzelmeisterschaft          | Herrendoppel | 3     | Jürgen Brösel / Michael Franz (Einheit Greifswald) |
| 1977/1978 | DDR-Einzelmeisterschaft          | Mixed        | 3     | Michael Franz / Ilona Michalowsky (Einheit Greifswald) |
| 1977/1978 | DDR-Einzelmeisterschaft          | Herrendoppel | 2     | Michael Franz / Uwe Kämmer (Einheit Greifswald) |
| 1977/1978 | DDR-Mannschaftsmeisterschaft     | Mannschaft   | 1     | Einheit Greifswald (Edgar Michalowski, Erfried Michalowsky, Michael Franz, Uwe Kämmer, Angela Michalowski, Ilona Michalowsky, Birgit Kämmer, Christine Zierath)                                          |
| 1978/1979 | DDR-Einzelmeisterschaft          | Herrendoppel | 2     | Michael Franz / Joachim Schimpke (Einheit Greifswald / Fortschritt Tröbitz) |
| 1978/1979 | DDR-Einzelmeisterschaft          | Mixed        | 3     | Michael Franz / Ilona Michalowsky (Einheit Greifswald) |
| 1978/1979 | DDR-Studentenmeisterschaft       | Mixed        | 1     | Michael Franz / Birgit Harder (Ernst-Moritz-Arndt-Universität Greifswald – Einheit Greifswald / DHfK Leipzig)                                                                                            |
| 1979/1980 | DDR-Mannschaftsmeisterschaft     | Mannschaft   | 1     | Einheit Greifswald (Edgar Michalowski, Erfried Michalowsky, Michael Franz, Thomas Mundt, Klaus Müller, Norbert Michalowsky, Petra Michalowsky, Christine Zierath, Ilona Michalowsky, Angela Michalowski) |
| 1979/1980 | DDR-Einzelmeisterschaft          | Herrendoppel | 2     | Michael Franz / Thomas Mundt (Einheit Greifswald) |
| 1979/1980 | DDR-Einzelmeisterschaft          | Herreneinzel | 3     | Michael Franz (Einheit Greifswald) |
| 1980/1981 | DDR-Studentenmeisterschaft       | Herrendoppel | 3     | Michael Franz / Uwe Kämmer (Ernst-Moritz-Arndt-Universität Greifswald – Einheit Greifswald) |
| 1980/1981 | DDR-Einzelmeisterschaft          | Herrendoppel | 2     | Michael Franz / Thomas Mundt (Einheit Greifswald) |
| 1980/1981 | DDR-Mannschaftsmeisterschaft     | Mannschaft   | 1     | Einheit Greifswald (Erfried Michalowsky, Edgar Michalowski, Thomas Mundt, Michael Franz, Thomas Greeck, Angela Michalowski, Petra Michalowsky, Birgit Kämmer, Ilona Michalowsky, Christine Zierath)      |
| 1980/1981 | DDR-Studentenmeisterschaft       | Mixed        | 1     | Michael Franz / Ilona Michalowsky (Ernst-Moritz-Arndt-Universität Greifswald – Einheit Greifswald) |
| 1980/1981 | DDR-Einzelmeisterschaft          | Mixed        | 3     | Michael Franz / Petra Michalowsky (Einheit Greifswald) |